# ابرامات
ابرامات (به لاتین: Abrămuț) در رومانی است که در شهرستان بیهور واقع شده‌است.

## خصوصیات
ابرامات ۳٬۰۲۰ نفر جمعیت دارد.